# Mercedes Cup 1988
Il Mercedes Cup 1988 è stato un torneo di tennis giocato sulla terra rossa. È stata l'11ª edizione del Mercedes Cup, che fa parte del Nabisco Grand Prix 1988. Si è giocato a Stoccarda in Germania, dall'11 al 17 luglio 1988.

## Campioni

### Singolare
Andre Agassi ha battuto in finale  Andrés Gómez con il punteggio di 6–4, 6–2

### Doppio
Sergio Casal /  Emilio Sánchez hanno battuto in finale  Anders Järryd /  Michael Mortensen con il punteggio di 4–6, 6–3, 6–4